# Acroporium cataractarum
Acroporium cataractarum är en bladmossart som beskrevs av Julius Baumgartner och J. Fröhlich 1955. Acroporium cataractarum ingår i släktet Acroporium och familjen Sematophyllaceae. Inga underarter finns listade i Catalogue of Life.